# Lee Joon-Young
Lee Joon-Young es un deportista surcoreano que compitió en judo. Ganó una medalla de plata en los Juegos Asiáticos de 1994, en la categoría abierta.

## Palmarés internacional
| Juegos Asiáticos | Juegos Asiáticos  | Juegos Asiáticos | Juegos Asiáticos |
| Año              | Lugar             | Medalla          | Categoría        |
| ---------------- | ----------------- | ---------------- | ---------------- |
| 1994             | Hiroshima (Japón) | Medalla de plata | Abierta          |